# Cantillana
Cantillana è un comune spagnolo situato nella comunità autonoma dell'Andalusia.

## Geografia fisica
Il comune è situato presso il fiume Viar, non lontano dalla confluenza nel Guadalquivir.